# Rankas pagasts
Rankas pagasts est une unité administrative en Lettonie. Situé dans la partie Est de Gulbenes novads, en plus de son centre administratif qui se trouve à Ranka, elle comprend les villages de Gaujasrēveļi et Rēveļi, ainsi que plusieurs lieux-dits.

## Situation
Rankas pagasts se trouve dans la région de la Vidzeme. Son territoire traversent les routes P27 Gulbene-Velēna-Smiltene, P33 Ērgļi-Jaunpiebalga-Salņkrogs, V437 Ranka-Druviena et V438 Ūdrupe-Ranka. Ici passe également la ligne du chemin de fer Riga-Gulbene-Vecumi.

## Patrimoine naturel
Les forêts occupent 572,0 ha (57,5 %) de territoire, les marécages 225,2 ha (1,2 %), sous l'eau se trouve 175,8 ha de territoire, appartenant au bassin de la Gauja : la Palsa, l'Egļupīte, la Pāpanupīte, la Lazdupīte, l'Uriekste, l'Azanda et la Sace. On y dénombre plusieurs étangs : Kalmodu ezers (23 ha), Melnais Cepļu ezers (12 ha), Teļezers ezers (2,1 ha), Rankas dīķisers, Cētu dīķis 3,5 ha, l'étang d'usine de fabrication du carton de Ranka 1,6 ha.
Les 94,3 ha des 150 ha du site naturel Lielais purvs faisant partie du Réseau Natura 2000 se trouvent dans Rankas pagasts.

## Personnalités
- Uldis Pūcītis (1937-2000), acteur letton.